# Jarno Trulli
Jarno Trulli (Pescara, 13 luglio 1974) è un ex pilota automobilistico italiano, che ha partecipato al campionato mondiale di Formula 1 dal 1997 al 2011.

## Carriera

### Le formule minori
Il nome Jarno fu scelto dai genitori Enzo e Franca in omaggio alla memoria del pilota motociclistico finlandese Jarno Saarinen.
Trulli entrò in contatto con il mondo dei motori già all'età di nove anni, quando cominciò a guidare kart. L'abruzzese ottenne vari successi sia nelle categorie italiane, con la conquista di tre titoli consecutivi, dal 1988 al 1990 nella classe 100 SA, che in quelle internazionali con la vittoria del mondiale nel 1991 nella medesima categoria e in 125 nel 1994.
Riuscì anche a imporsi nelle prime due edizioni del Memorial Senna e in nordamerica. Nel 1995 fece il suo esordio nella F3 tedesca, guidando per il team KMS e cogliendo due vittorie nelle dodici gare del campionato. Terminò poi al quarto posto nella classifica piloti e secondo al Gran Premio di Macao. Il 1996 vide invece il dominio del pilota italiano che si aggiudicò il titolo di categoria con 206 punti.

### Formula 1

#### 1997: Minardi

Trulli su nel Gran Premio di San Marino 1997.

Nel 1996 l'abruzzese aveva preso degli accordi per disputare il campionato di Formula 3000 del 1997 in Giappone, ma fu ingaggiato dalla Minardi, con la quale debuttò in Formula 1. Flavio Briatore, subentrato come socio di maggioranza all'interno della scuderia faentina, intendeva usare la squadra come Junior Team della Benetton e decise di ingaggiare Trulli come secondo pilota nonostante avesse sulle spalle appena sessanta giri di test con la vettura dell'anno precedente.
L'italiano, che alternava i suoi impegni automobilistici alla leva militare che svolgeva presso la caserma di Cecchignola, già dall'inizio stagione si dimostrò competitivo, ottenendo i migliori risultati del team e battendo regolarmente il suo compagno di squadra, Ukyo Katayama. Con la Minardi corse le prime sette gare, giungendo due volte nono e sfiorando i punti al Gran Premio del Canada, quando venne fermato da un guasto. Le sue prestazioni gli valsero anche la stima di Alain Prost. Proprio durante l'appuntamento mondiale in terra canadese, Olivier Panis ebbe un grave incidente e fu costretto a saltare diverse gare. Trulli sostenne quindi un test con la Prost, che lo vide opposto ad Emmanuel Collard, in ballottaggio con lui per il posto di pilota titolare, e lo vinse facendo registrare un tempo inferiore a quello del suo rivale di circa due o tre decimi.

#### 1997-1999: Prost

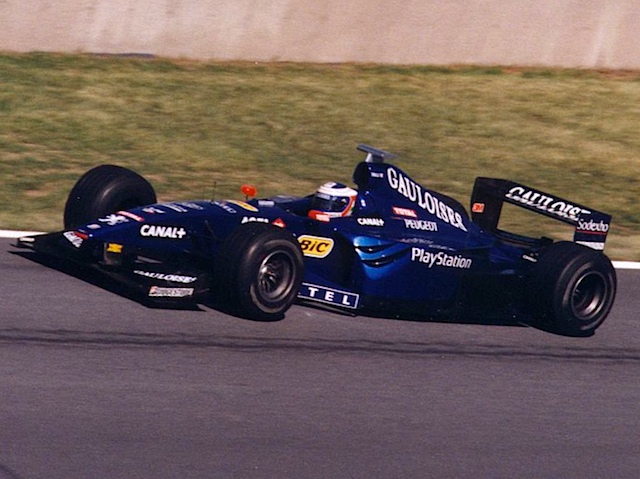
Trulli nel 1999 alla guida della sua.

Con la scuderia francese, in quell'anno al debutto, il pilota pescarese seppe mettersi in luce ottenendo ottime prestazioni, non sempre però finalizzate da punti. Ad Hockenheim ottenne i primi punti iridati con un quarto posto, nelle altre gare si limitò a fare esperienza. Ma la corsa che lanciò Trulli nei grandi fu il Gran Premio d'Austria, quando, scattato dalla terza posizione, comandò autorevolmente il gran premio per 37 giri, sino a che il motore non cedette.
Rientrato dopo l'infortunio, Panis tornò al suo posto e l'abruzzese dovette farsi da parte negli ultimi tre gran premi della stagione, avendo però in tasca la riconferma per l'anno successivo. 
La stagione 1998 partì quindi con alte aspettative da parte della squadra francese. Alla presentazione della nuova AP01, Alain Prost espresse grande ottimismo e la squadra disponeva di un budget notevole. Nei fatti, la monoposto si rivelò scarsamente competitiva e affidabile: sia Trulli sia Panis andarono incontro a prestazioni opache e a frequenti ritiri. Il miglior risultato per la squadra fu il sesto posto colto dal pilota abruzzese nel Gran Premio del Belgio che consentì di ottenere l'unico punto stagionale.
Nel 1999 Trulli continuò a correre per la Prost, ma ancora una volta la stagione fu difficile: l'unico exploit fu il secondo posto conquistato al Gran Premio d'Europa, sul circuito del Nürburgring, al termine di una gara rocambolesca segnata dalla pioggia. Al termine del campionato 1999, Trulli divorziò dalla Prost e passò alla Jordan, firmando un contratto biennale. Il passaggio al team irlandese venne reso noto già nel fine settimana di Spa.

#### 2000-2001: Jordan

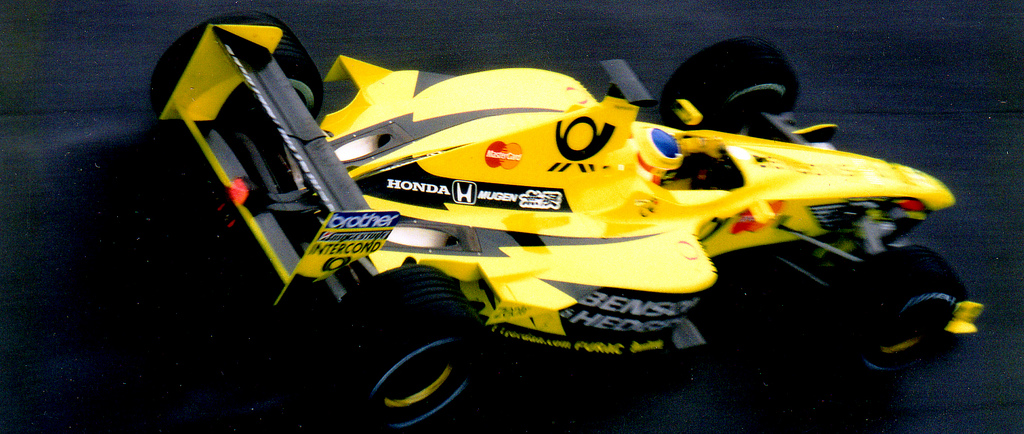
Trulli impegnato in un test con la nel 2000.

Il passaggio alla Jordan non diede a Trulli i risultati sperati: l'abruzzese, infatti, non andò oltre sei punti conquistati. Dopo un ritiro al Gran Premio d'Australia conquistò un quarto posto in Brasile. Seguì un sesto posto in Gran Bretagna e alcuni modesti risultati fino al Gran Premio di Monaco, nel quale il pilota italiano mise la sua vettura in prima fila, al fianco del ferrarista Michael Schumacher. Durante la gara riuscì a mantenere la seconda posizione fino a quando non fu costretto al ritiro per un guasto. Nelle due gare seguenti Trulli giunse due volte sesto, ma nelle restanti gare ebbe risultati deludenti sia per la scarsa competitività delle vetture che per un errore di Jenson Button, che al Gran Premio del Belgio lo eliminò mentre i due combattevano per la terza piazza, e dei commissari di gara in Germania, che gli comminarono uno stop&go erroneamente, privandolo del secondo posto. L'abruzzese finì la stagione decimo dietro al compagno di squadra Frentzen a quota sei punti.
Leggermente migliore fu il campionato 2001. Dopo un inizio stagione con due gare deludenti Trulli riuscì a conquistare tre piazzamenti a punti consecutivi, che lo portarono al sesto posto in classifica piloti, ma una seconda parte di stagione caratterizzata da frequenti ritiri non gli permise di andare oltre un quinto posto al Gran Premio di Francia e ad un quarto negli Stati Uniti. Il pescarese concluse la stagione con dodici punti a pari merito con Jacques Villeneuve e Nick Heidfeld.

#### 2002-2004: Renault

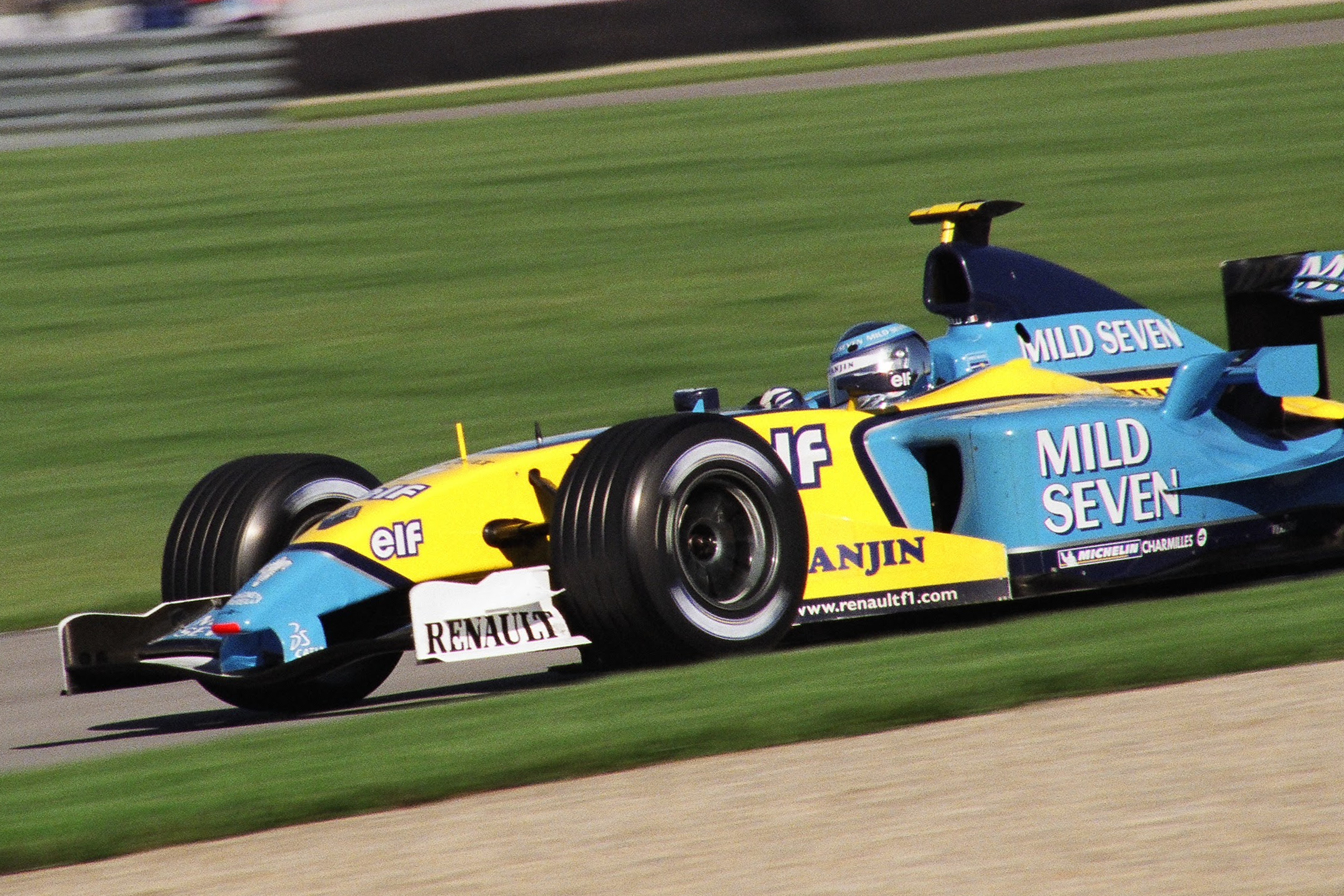
Trulli con la Renault nel 2003

Nel 2002 avvenne il passaggio alla Renault, team con il quale gareggiò per tre anni con risultati in crescendo. La prima stagione fu comunque abbastanza difficile: la vettura non si rivelò sempre affidabile e l'italiano fu spesso costretto al ritiro (9 volte in 17 gare). Nonostante ciò riuscì a ottenere anche qualche buon risultato giungendo due volte quarto, una volta quinto e agguantando un sesto posto. A fine stagione Trulli fu ottavo dietro al suo compagno di squadra Jenson Button, con nove punti conquistati. Nel 2003 una maggiore competitività della vettura gli permise di ottenere discreti risultati: concluse a punti le prime tre gare e, dopo un tredicesimo posto ed un ritiro, giunse ancora nella zona punti per due volte. Fu in seguito costretto all'abbandono della competizione nei tre gran premi successivi per guasti e rotture, ma a tornare sul podio al Gran Premio di Germania classificandosi terzo.
Trulli terminò la stagione all'ottavo posto con 33 punti ottenuti. Nel 2004 i risultati migliorarono ancora. Trulli concluse infatti i primi sette gran premi a punti, conquistando un podio in Spagna e la sua prima vittoria a Monaco, interrompendo dopo lungo tempo una striscia vincente di Michael Schumacher e ritrovandosi al quarto posto in classifica davanti al compagno di squadra Fernando Alonso. A Silverstone fu poi vittima di uno spettacolare incidente dovuto al cedimento della sospensione.
A metà del campionato 2004 nacquero tensioni fra Trulli e Flavio Briatore (manager della squadra francese e del compagno di squadra Fernando Alonso) per questioni contrattuali e che furono all'origine del divorzio anticipato fra il pilota abruzzese e la squadra. Briatore prese poi come pretesto il sorpasso subito dal pilota italiano da Rubens Barrichello alla penultima curva dell'ultimo giro al Gran Premio di Francia. L'abruzzese corse così le ultime due gare del mondiale 2004 con la Toyota, squadra con cui aveva già firmato un contratto per il campionato 2005.

#### 2005-2009: Toyota

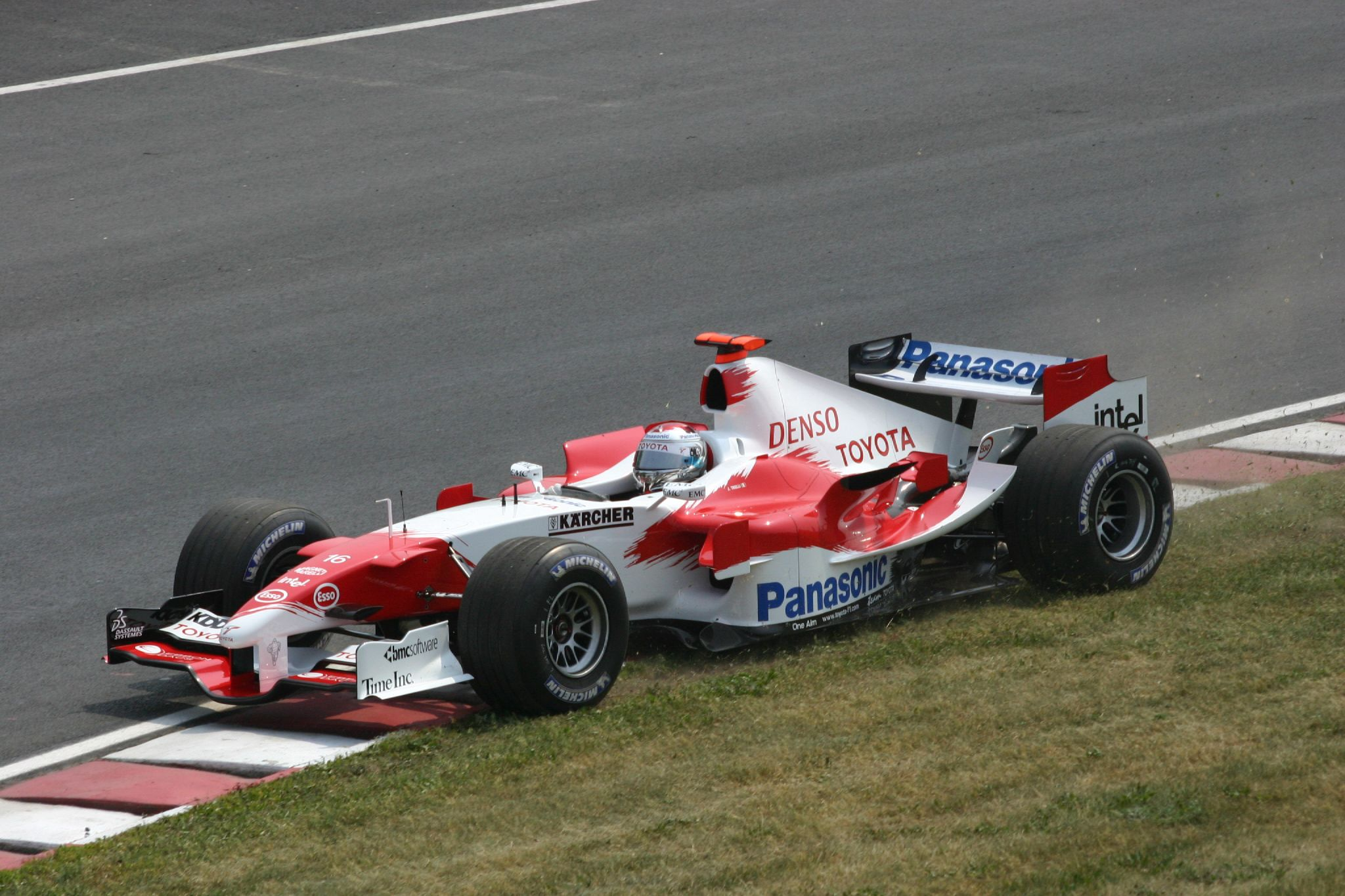
Trulli su al Gran Premio del Canada 2005.

Dal 2005, Jarno Trulli fu, quindi, pilota del team Toyota. Fu lui a regalare i primi podi al team nipponico, grazie ai due secondi posti conquistati in Malesia e in Bahrain e al terzo in Spagna. Ottenne inoltre una pole position, al Gran Premio degli Stati Uniti, inutile in quanto fu costretto, al pari di tutti gli altri piloti che allora montavano gomme Michelin, a rientrare ai box dopo il giro di ricognizione causa problemi di tenuta che avevano reso pericolosa, per i gommati francesi, il curvone sopraelevato. In generale, il pilota abruzzese fu protagonista di un'ottima prima parte di campionato, mentre nella seconda scontò un calo prestazionale della Toyota, non in grado di contrastare i progressi degli avversari.

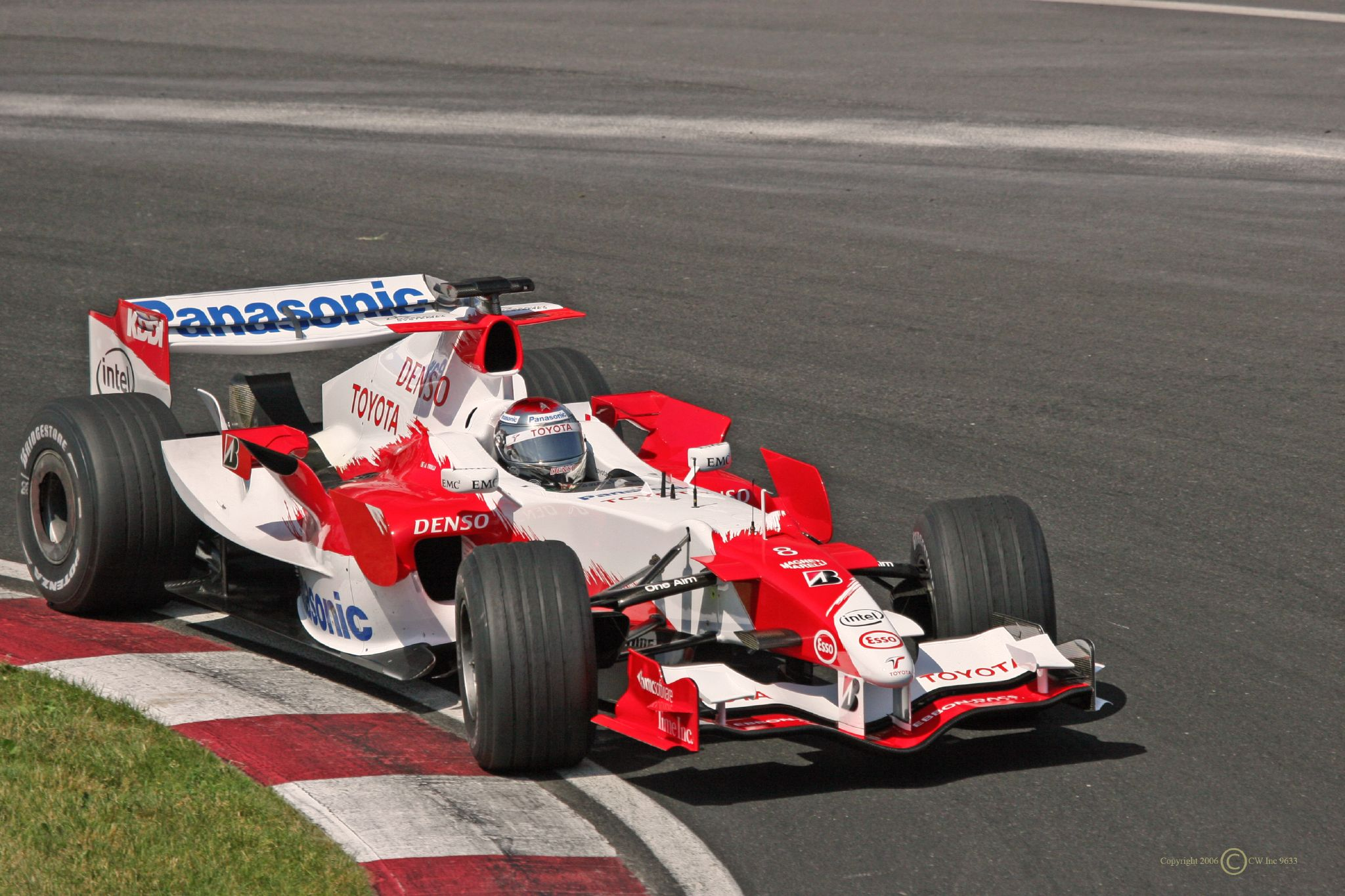
Trulli al Gran Premio del Canada 2006

Più tribolata, invece, la stagione 2006, avara di soddisfazioni e contrassegnata solo da qualche modesto piazzamento. Dopo otto gran premi senza punti Trulli riuscì a conquistare un sesto posto in Canada, seguito da una quarta piazza negli Stati Uniti. Dopo un ritiro al Gran Premio di Francia l'abruzzese tornò a punti in Germania con un settimo posto, replicato anche a Monza. Trulli conquistò anche un sesto posto in Giappone concludendo la stagione al dodicesimo posto con quindici punti. Il campionato 2007 fu, per il pilota italiano, ancora peggiore dell'anno precedente, a causa della scarsa competitività della vettura. L'inizio stagione vide, però, Trulli conquistare due settimi posti in Malesia e Bahrain.
I tre gran premi successivi videro l'italiano costretto a due ritiri e a un quindicesimo posto. Solamente al Gran Premio degli Stati Uniti il pilota della Toyota riuscì a concludere a punti, con un sesto posto, dopo essere partito ottavo; risultato che Trulli definì pari, come importanza, ad una vittoria per il mezzo a disposizione. Due settimane dopo, in Francia, l'italiano replicò il risultato in qualifica, ma la sua gara finì dopo pochi metri a causa di un incidente con Heikki Kovalainen. A fine gara, Trulli ammise, comunque, il suo errore. La seconda parte di stagione, invece, vide il pilota continuamente fuori dalla zona punti. Solo all'ultima gara, in Brasile, Trulli riuscì a conquistare un punto, giungendo ottavo. A fine stagione si parlò di una sostituzione dell'italiano con Kovalainen per il campionato 2008, ma il tutto si è poi rilevato infondato con il passaggio del finlandese alla McLaren.

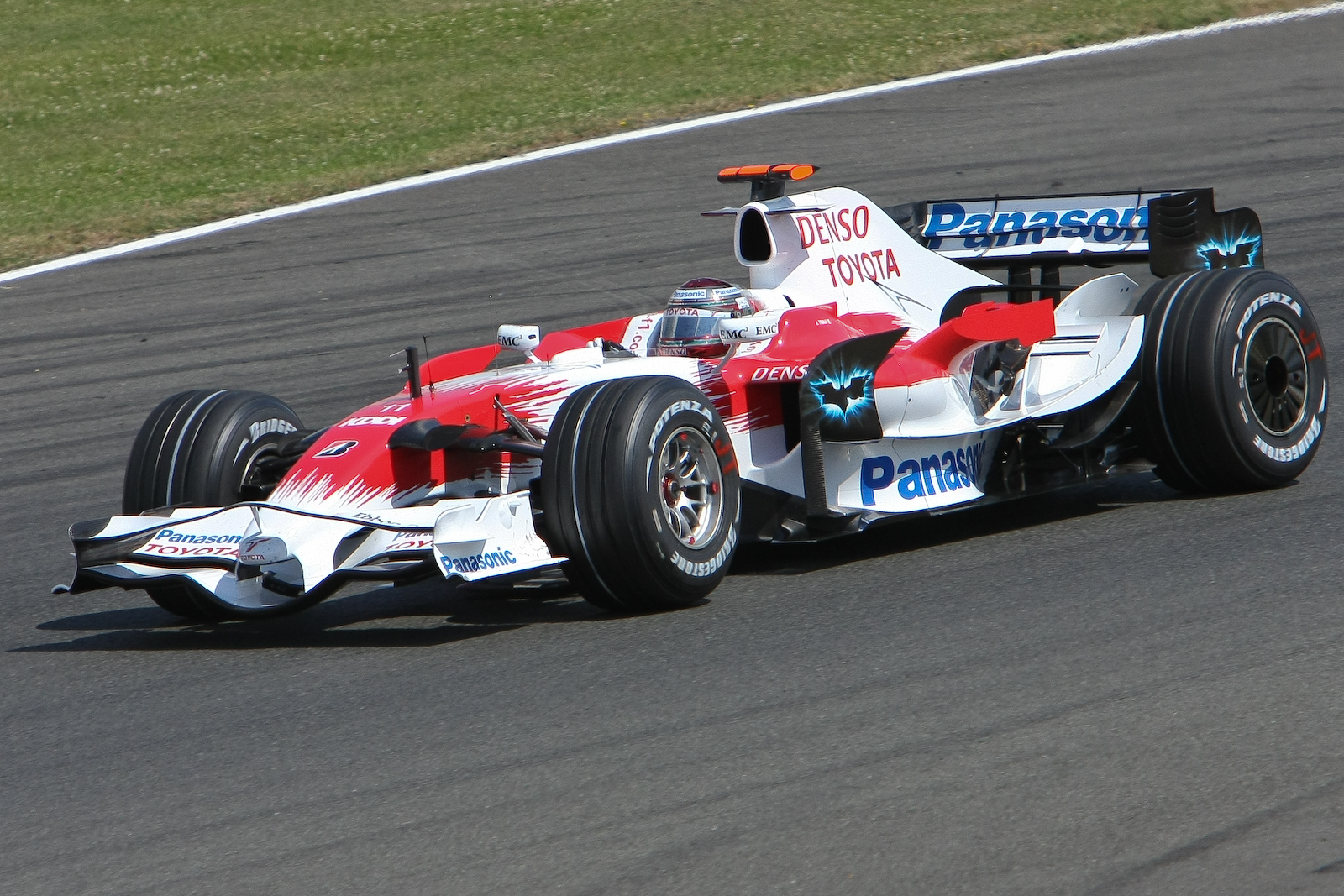
Trulli al Gran Premio di Gran Bretagna 2008

Più incoraggiante sembra l'inizio della successiva stagione 2008, anche se il gran premio inaugurale, in Australia, si è concluso con un ritiro, seguito però da un quarto posto in Malesia e da una sesta piazza in Bahrein. Nel Gran Premio di Spagna, Trulli è stato penalizzato da un errore dei tecnici Toyota, che l'hanno richiamato ai box negli ultimi giri, confondendolo con il compagno di squadra Timo Glock, che aveva danneggiato la vettura; nonostante ciò, Trulli ha guadagnato il punto dell'ottavo posto, perdendo però due posizioni. Nei due gran premi successivi, l'abruzzese non è riuscito a mettersi in evidenza, concludendo in entrambe le occasioni fuori dalla zona punti. Torna a punti in Canada grazie ad un ottimo sesto posto, frutto di un'assai intelligente strategia, partito infatti dalla quattordicesima posizione il pilota francavillese decide di realizzare una sola sosta, al contrario della maggior parte delle autovetture che optano per le due, nello stesso gran premio va per la prima volta a punti anche il compagno Timo Glock, che termina la gara quarto. L'ottimo momento di Jarno continua anche nel Gran Premio di Francia, dove riesce ad arrivare terzo dietro alle due imprendibili Ferrari, e nel Gran Premio di Gran Bretagna dove chiude con un buon settimo posto.

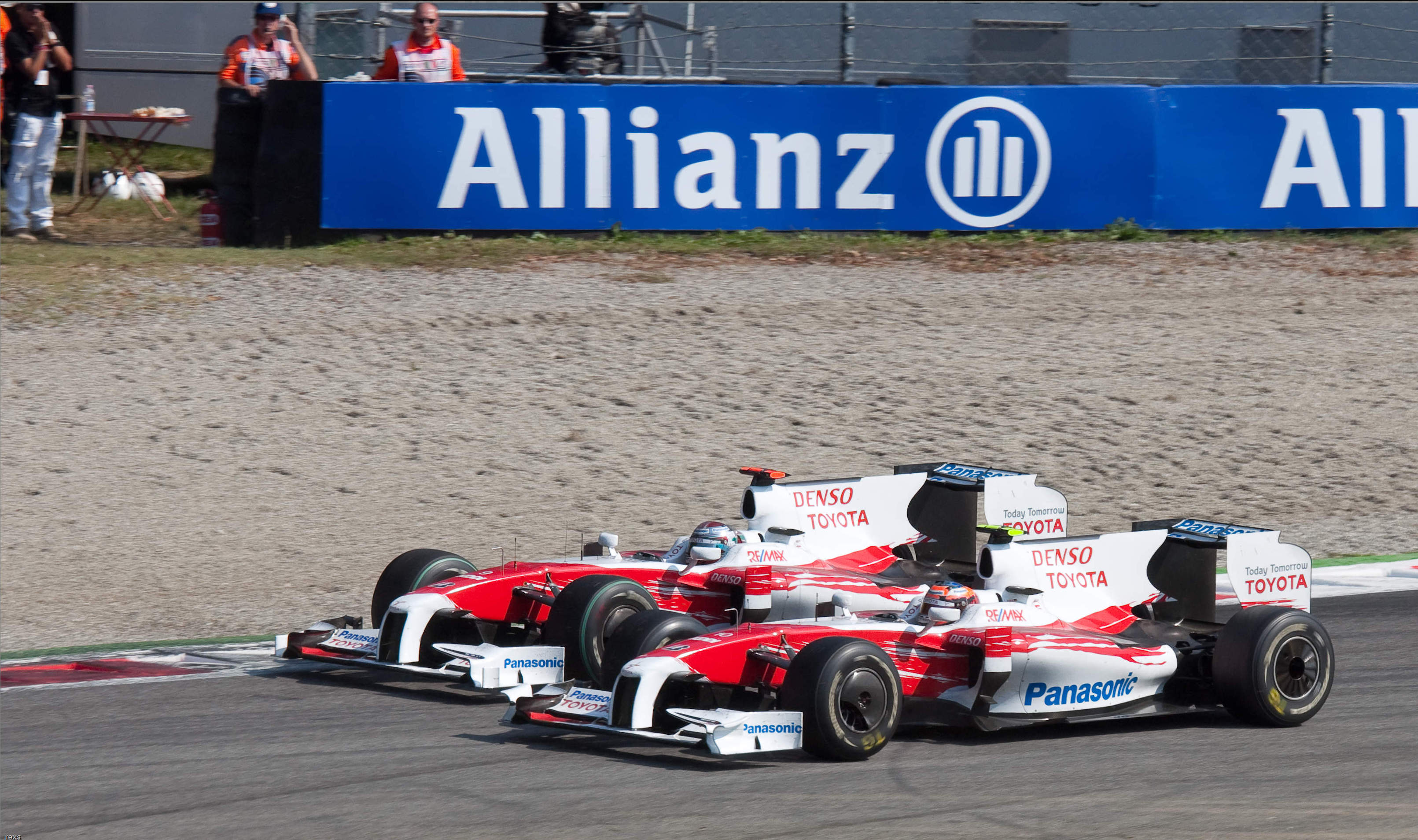
Trulli e il compagno di squadra Glock in duello al Gran Premio d'Italia 2009.

La stagione 2009 ha un avvio positivo: Trulli conquista infatti il terzo posto nell'inaugurale Gran Premio d'Australia, dopo essere stato retrocesso in fondo alla griglia di partenza per un'irregolarità della sua Toyota. Al termine della gara, l'abruzzese viene penalizzato di 25 secondi per aver superato Lewis Hamilton in regime di safety car, venendo così retrocesso alla 13ª posizione, salvo poi una revisione del giudizio da parte dei commissari FIA e la conseguente restituzione del terzo posto a Trulli. La stagione prosegue in modo positivo al Gran Premio della Malesia: qui Trulli si qualifica secondo in prova e conclude la gara al quarto posto, alle spalle del compagno di squadra Timo Glock. Inoltre, il 25 aprile 2009, al Gran Premio del Bahrain conquista la pole position, dedicandola ai suoi corregionali abruzzesi colpiti dal terremoto; otterrà un altro terzo posto dopo la gara e riuscirà a far segnare il giro più veloce, primo ed unico in carriera dopo ben 205 gare (record). Tornerà sul podio a Suzuka, nel Gran Premio del Giappone dove, dopo un secondo posto in qualifica, mantiene la posizione ottenendo il secondo posto sul podio.

#### 2010-2011: Lotus

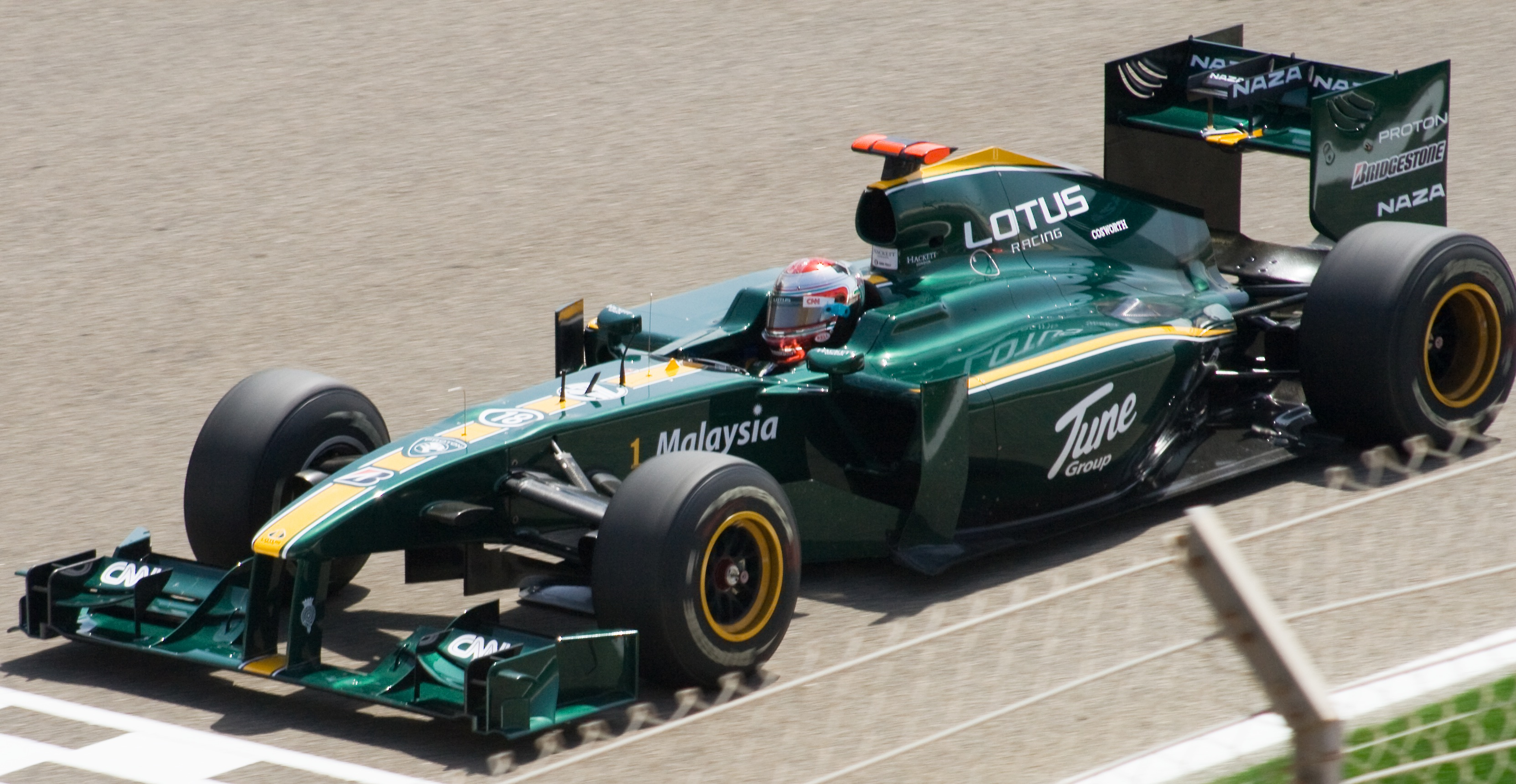
Trulli su Lotus durante il Gran Premio del Bahrain 2010

Dopo l'abbandono della Toyota, dal 2010 Trulli fu ingaggiato dalla neoentrata scuderia Lotus Racing al fianco del finlandese Heikki Kovalainen, ex pilota della McLaren. Come le altre vetture dei team esordienti, la Lotus accusava pesanti distacchi dal resto del gruppo e una certa mancanza di affidabilità, che interessava soprattutto cambio e sistema idraulico. Trulli in particolare fu costretto al ritiro per problemi meccanici in ben dieci occasioni (pur venendo classificato in alcuni gran premi per aver completato più del 90% della distanza di gara), chiudendo la stagione senza far segnare punti per la prima volta in carriera; il miglior risultato in gara fu un tredicesimo posto nel Gran Premio del Giappone.
Il 17 febbraio 2012 risolve il contratto che lo legava alla sua scuderia (nel frattempo rinominata in Caterham), venendo rimpiazzato dal russo Vitalij Petrov sorretto da munifici sponsor russi e appoggiato anche da Bernie Ecclestone. Trulli lascia così di fatto la Formula 1 dopo 16 anni avendo ottenuto in carriera una sola vittoria (quella del Gran Premio di Monaco 2004 a bordo della Renault) e quattro pole position.

### Dopo la Formula 1

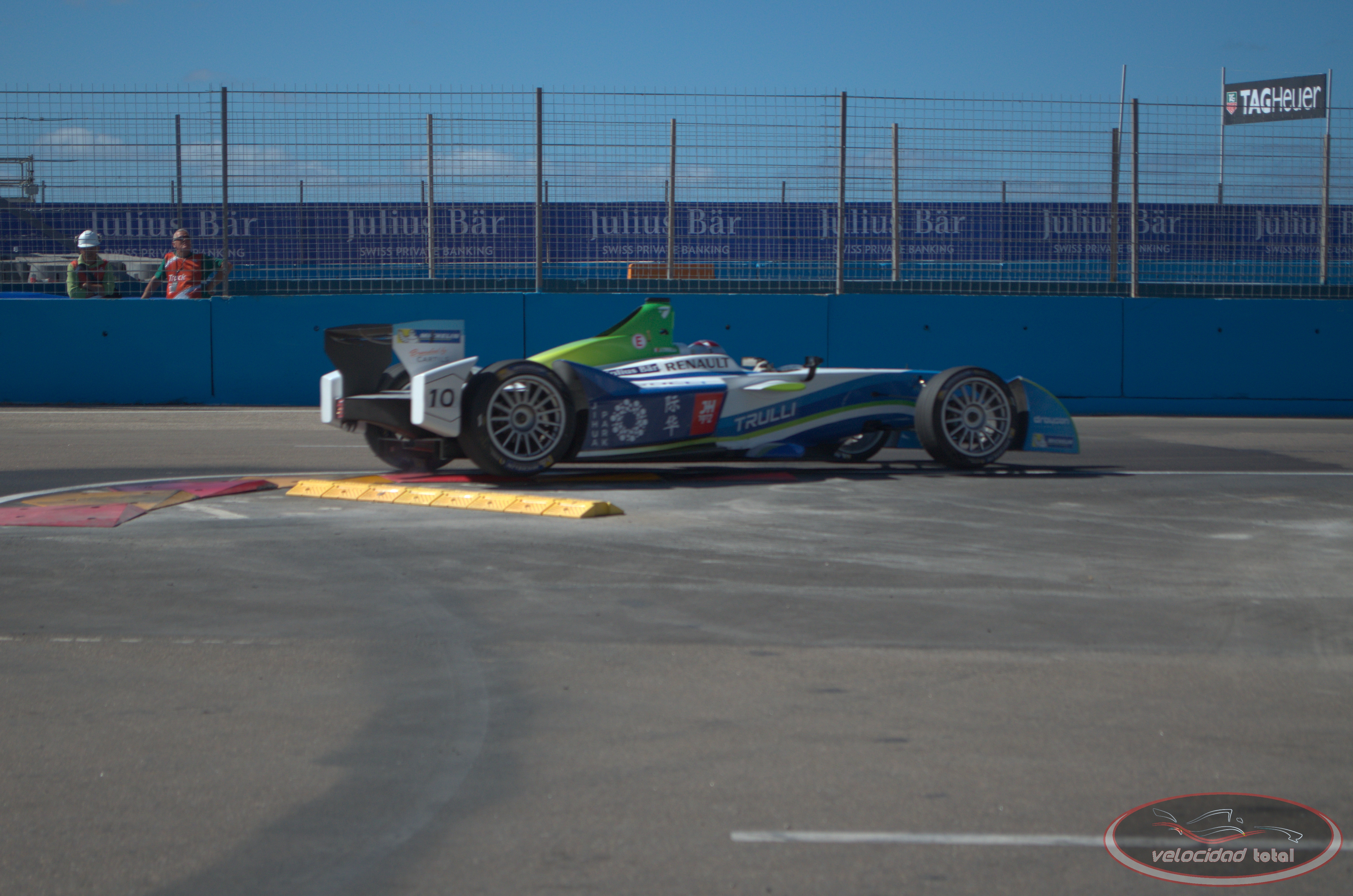
Trulli all'e-Prix di Punta del Este 2014

Terminata l'esperienza in Formula 1, nell'estate 2014 viene annunciata la partecipazione di Jarno Trulli al Campionato di Formula E 2014-2015 competizione dedicata a vetture sportive ad alte prestazioni 100% elettriche. Il pilota abruzzese parteciperà alla serie con una scuderia di sua proprietà, affiancato dalla connazionale Michela Cerruti. Jarno è cofondatore dell'omonima scuderia svizzera. Nella scuderia figurano anche Lucio Cavuto, nel ruolo di direttore sportivo del team e Francesco Guarnieri, presidente e amministratore delegato. Nelle prime due gare, il pescarese è costretto al ritiro da problemi tecnici mentre nella terza gara riesce a ottenere dei punti giungendo quarto. A Berlino il pilota abruzzese conquista la pole position ma in gara, a causa di un problema alla gestione dell'energia, precipita al 20º posto.
Dalla stagione 2018 è ospite a StudioF1 su TV8 a commentare le gare con i colleghi Ivan Capelli, Giancarlo Fisichella e l'ingegner Giancarlo Bruno.

## Risultati

### Formula 1
| 1997 | Scuderia        | Vettura     |   |    |   |    |     |    |     |    |   |   |   |    |    |     |  |  |  |  |  | Punti | Pos. |
| ---- | --------------- | ----------- | - | -- | - | -- | --- | -- | --- | -- | - | - | - | -- | -- | --- |  |  |  |  |  | ----- | ---- |
| 1997 | Minardi e Prost | M197 e JS45 | 9 | 12 | 9 | NP | Rit | 15 | Rit | 10 | 8 | 4 | 7 | 15 | 10 | Rit |  |  |  |  |  | 3     | 15º  |

| 1998 | Scuderia | Vettura |     |     |    |     |   |     |     |     |     |    |    |     |   |    |     |    |  |  |  | Punti | Pos. |
| ---- | -------- | ------- | --- | --- | -- | --- | - | --- | --- | --- | --- | -- | -- | --- | - | -- | --- | -- |  |  |  | ----- | ---- |
| 1998 | Prost    | AP01    | Rit | Rit | 11 | Rit | 9 | Rit | Rit | Rit | Rit | 10 | 12 | Rit | 6 | 13 | Rit | 12 |  |  |  | 1     | 16º  |

| 1999 | Scuderia | Vettura |     |     |     |   |   |     |   |   |   |     |   |    |     |   |    |     |  |  |  | Punti | Pos. |
| ---- | -------- | ------- | --- | --- | --- | - | - | --- | - | - | - | --- | - | -- | --- | - | -- | --- |  |  |  | ----- | ---- |
| 1999 | Prost    | AP02    | Rit | Rit | Rit | 7 | 6 | Rit | 7 | 9 | 7 | Rit | 8 | 12 | Rit | 2 | NP | Rit |  |  |  | 7     | 11º  |

| 2000 | Scuderia | Vettura |     |   |    |   |    |     |     |   |   |     |   |   |     |     |     |    |    |  |  | Punti | Pos. |
| ---- | -------- | ------- | --- | - | -- | - | -- | --- | --- | - | - | --- | - | - | --- | --- | --- | -- | -- |  |  | ----- | ---- |
| 2000 | Jordan   | EJ10    | Rit | 4 | 15 | 6 | 12 | Rit | Rit | 6 | 6 | Rit | 9 | 7 | Rit | Rit | Rit | 13 | 12 |  |  | 6     | 10º  |

| 2001 | Scuderia | Vettura |     |   |   |   |   |    |     |    |     |   |     |     |     |     |     |   |   |  |  | Punti | Pos. |
| ---- | -------- | ------- | --- | - | - | - | - | -- | --- | -- | --- | - | --- | --- | --- | --- | --- | - | - |  |  | ----- | ---- |
| 2001 | Jordan   | EJ11    | Rit | 8 | 5 | 5 | 4 | SQ | Rit | 11 | Rit | 5 | Rit | Rit | Rit | Rit | Rit | 4 | 8 |  |  | 12    | 9º   |

| 2002 | Scuderia | Vettura |     |     |     |   |    |     |   |   |   |     |     |     |   |     |   |   |     |  |  | Punti | Pos. |
| ---- | -------- | ------- | --- | --- | --- | - | -- | --- | - | - | - | --- | --- | --- | - | --- | - | - | --- |  |  | ----- | ---- |
| 2002 | Renault  | R202    | Rit | Rit | Rit | 9 | 10 | Rit | 4 | 6 | 8 | Rit | Rit | Rit | 8 | Rit | 4 | 5 | Rit |  |  | 9     | 8º   |

| 2003 | Scuderia | Vettura |   |   |   |    |     |   |   |     |     |     |   |   |   |     |   |   |  |  |  | Punti | Pos. |
| ---- | -------- | ------- | - | - | - | -- | --- | - | - | --- | --- | --- | - | - | - | --- | - | - |  |  |  | ----- | ---- |
| 2003 | Renault  | R23     | 5 | 5 | 8 | 13 | Rit | 8 | 6 | Rit | Rit | Rit | 6 | 3 | 7 | Rit | 4 | 5 |  |  |  | 33    | 8º   |

| 2004 | Scuderia         | Vettura      |   |   |   |   |   |   |   |     |   |   |     |    |     |   |    |  |    |    |  | Punti | Pos. |
| ---- | ---------------- | ------------ | - | - | - | - | - | - | - | --- | - | - | --- | -- | --- | - | -- |  | -- | -- |  | ----- | ---- |
| 2004 | Renault e Toyota | R24 e TF104B | 7 | 5 | 4 | 5 | 3 | 1 | 4 | Rit | 4 | 4 | Rit | 11 | Rit | 9 | 10 |  | 11 | 12 |  | 46    | 6º   |

| 2005 | Scuderia | Vettura        |   |   |   |   |   |    |   |     |    |   |   |    |   |   |   |     |    |     |    | Punti | Pos. |
| ---- | -------- | -------------- | - | - | - | - | - | -- | - | --- | -- | - | - | -- | - | - | - | --- | -- | --- | -- | ----- | ---- |
| 2005 | Toyota   | TF105 e TF105B | 9 | 2 | 2 | 5 | 3 | 10 | 8 | Rit | NP | 5 | 9 | 14 | 4 | 6 | 5 | Rit | 13 | Rit | 15 | 43    | 7º   |

| 2006 | Scuderia | Vettura        |    |   |     |     |   |    |    |    |   |   |     |   |    |   |   |     |   |     |  | Punti | Pos. |
| ---- | -------- | -------------- | -- | - | --- | --- | - | -- | -- | -- | - | - | --- | - | -- | - | - | --- | - | --- |  | ----- | ---- |
| 2006 | Toyota   | TF106 e TF106B | 16 | 9 | Rit | Rit | 9 | 10 | 17 | 11 | 6 | 4 | Rit | 7 | 12 | 9 | 7 | Rit | 6 | Rit |  | 15    | 12º  |

| 2007 | Scuderia | Vettura |   |   |   |     |    |     |   |     |     |    |    |    |    |    |    |    |   |  |  | Punti | Pos. |
| ---- | -------- | ------- | - | - | - | --- | -- | --- | - | --- | --- | -- | -- | -- | -- | -- | -- | -- | - |  |  | ----- | ---- |
| 2007 | Toyota   | TF107   | 9 | 7 | 7 | Rit | 15 | Rit | 6 | Rit | Rit | 13 | 10 | 16 | 11 | 11 | 13 | 13 | 8 |  |  | 8     | 13º  |

| 2008 | Scuderia | Vettura |     |   |   |   |    |    |   |   |   |   |   |   |    |    |     |   |     |   |  | Punti | Pos. |
| ---- | -------- | ------- | --- | - | - | - | -- | -- | - | - | - | - | - | - | -- | -- | --- | - | --- | - |  | ----- | ---- |
| 2008 | Toyota   | TF108   | Rit | 4 | 6 | 8 | 10 | 13 | 6 | 3 | 7 | 9 | 7 | 5 | 16 | 13 | Rit | 5 | Rit | 8 |  | 31    | 9º   |

| 2009 | Scuderia | Vettura |   |   |     |   |     |    |   |   |    |   |    |     |    |    |   |     |   |  |  | Punti | Pos. |
| ---- | -------- | ------- | - | - | --- | - | --- | -- | - | - | -- | - | -- | --- | -- | -- | - | --- | - |  |  | ----- | ---- |
| 2009 | Toyota   | TF109   | 3 | 4 | Rit | 3 | Rit | 13 | 4 | 7 | 17 | 8 | 13 | Rit | 14 | 12 | 2 | Rit | 7 |  |  | 32,5  | 8º   |

| 2010 | Scuderia | Vettura |    |    |    |     |    |    |     |     |    |    |     |    |    |     |     |    |     |    |    | Punti | Pos. |
| ---- | -------- | ------- | -- | -- | -- | --- | -- | -- | --- | --- | -- | -- | --- | -- | -- | --- | --- | -- | --- | -- | -- | ----- | ---- |
| 2010 | Lotus    | T127    | 17 | NP | 17 | Rit | 17 | 15 | Rit | Rit | 21 | 16 | Rit | 15 | 19 | Rit | Rit | 13 | Rit | 19 | 21 | 0     | 21º  |

| 2011 | Scuderia | Vettura |    |     |    |    |    |    |    |    |     |  |     |    |    |     |    |    |    |    |    | Punti | Pos. |
| ---- | -------- | ------- | -- | --- | -- | -- | -- | -- | -- | -- | --- |  | --- | -- | -- | --- | -- | -- | -- | -- | -- | ----- | ---- |
| 2011 | Lotus    | T128    | 13 | Rit | 19 | 18 | 18 | 13 | 16 | 20 | Rit |  | Rit | 14 | 14 | Rit | 19 | 17 | 19 | 18 | 18 | 0     | 21º  |

| Legenda | 1º posto     | 2º posto | 3º posto    | A punti         | Senza punti/Non class.  | Grassetto – Pole position Corsivo – Giro più veloce |
| Legenda | Squalificato | Ritirato | Non partito | Non qualificato | Solo prove/Terzo pilota | Grassetto – Pole position Corsivo – Giro più veloce |

### Formula E
| Anno    | Scuderia              | Vettura                | 1       | 2      | 3     | 4      | 5      | 6       | 7      | 8      | 9      | 10     | 11      | Pos. | Punti |
| ------- | --------------------- | ---------------------- | ------- | ------ | ----- | ------ | ------ | ------- | ------ | ------ | ------ | ------ | ------- | ---- | ----- |
| 2014-15 | Trulli Formula E Team | Spark-Renault SRT 01E  | PEC Rit | PUT 17 | PDE 4 | BNA 15 | MIA 15 | LBH Rit | MON 11 | BER 19 | MOS 18 | LON 16 | LON Rit | 20º  | 15    |
| 2015-16 | Trulli Formula E Team | Spark-Motomatica JT-01 | PEC     | PUT NA | PDE   | BNA    | MEX    | LHB     | PAR    | BER    | LON    | LON    |         | NC   | 0     |